# Ophiolipus granulatus
Ophiolipus granulatus är en ormstjärneart som beskrevs av Jean Baptiste François René Koehler 1897. Ophiolipus granulatus ingår i släktet Ophiolipus och familjen fransormstjärnor. Inga underarter finns listade i Catalogue of Life.